# Madison County (Kentucky)
Madison County ist ein County im Bundesstaat Kentucky der Vereinigten Staaten. Der Verwaltungssitz (County Seat) ist Richmond. Das U.S. Census Bureau hat bei der Volkszählung 2020 eine Einwohnerzahl von 92.701 ermittelt.

## Geographie
Das County liegt östlich des geographischen Zentrums von Kentucky und hat eine Fläche von 1148 Quadratkilometern, wovon sechs Quadratkilometer Wasserfläche sind. Es grenzt im Uhrzeigersinn an folgende Countys: Fayette County, Clark County, Estill County, Jackson County, Rockcastle County, Garrard County und Jessamine County.

## Geschichte
Madison County wurde am 1. August 1785 aus Teilen des Lincoln County gebildet. Benannt wurde es nach dem Präsidenten James Madison. Während des Sezessionskriegs fand hier nahe Richmond am 29. und 30. August 1862 eine Schlacht zwischen der 1. und 2. Brigade der Kentucky Armee auf Seiten der Union und der Konföderierten-Kentucky-Armee statt, die siegreich waren. Insgesamt fielen bei dieser Schlacht 5650 Mann.
79 Bauwerke und Stätten des Countys sind im National Register of Historic Places eingetragen (Stand 11. Oktober 2017).

## Demografische Daten

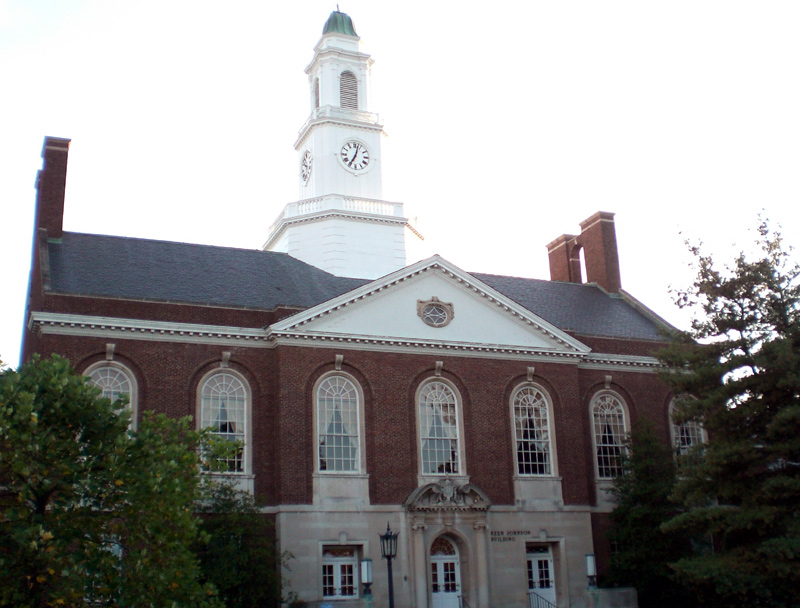
Keen Johnson Building, gelistet im NRHP

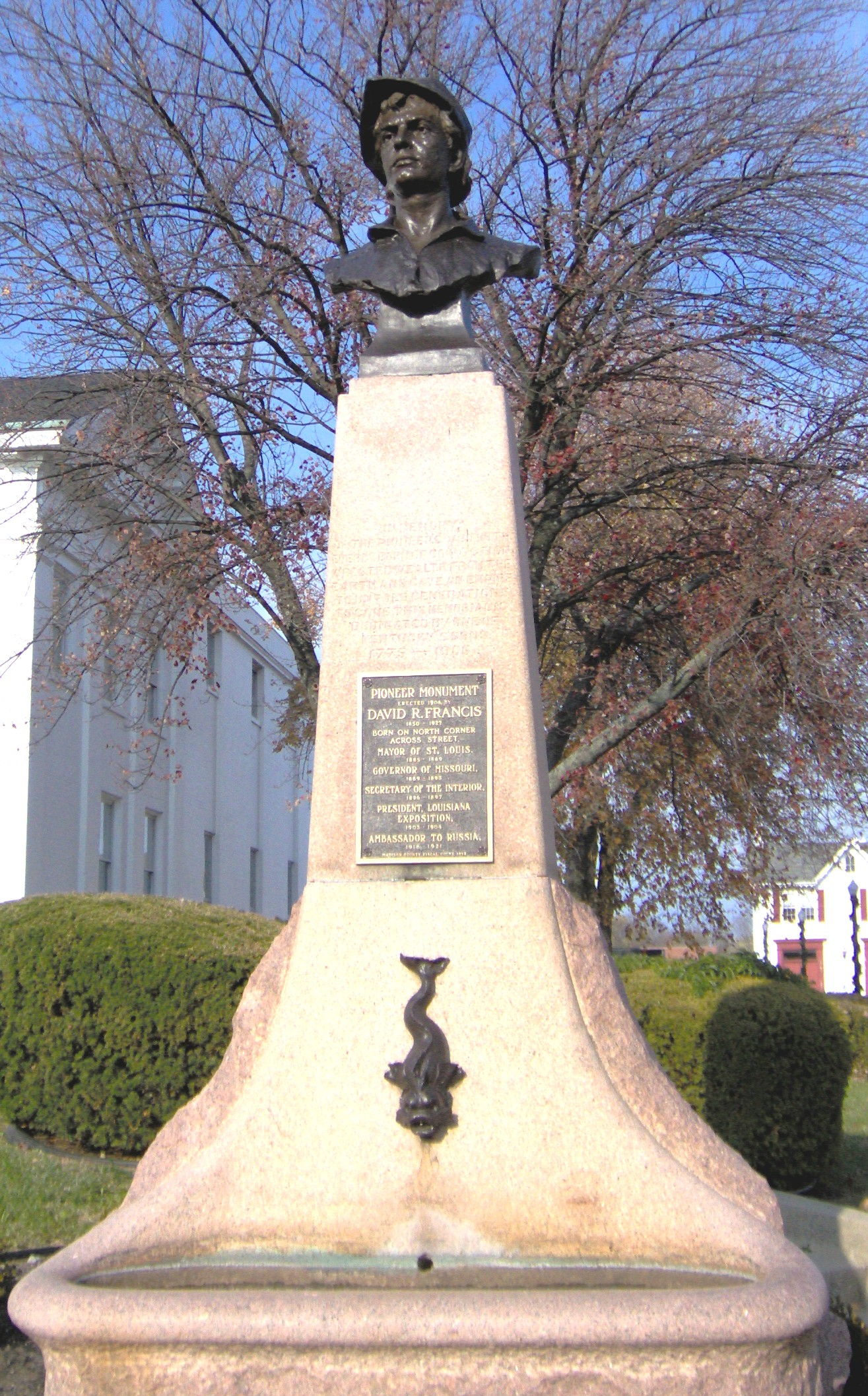
Pioneer Monument, gelistet im NRHP

Nach der Volkszählung im Jahr 2000 lebten im Madison County 70.872 Menschen in 27.152 Haushalten und 18.218 Familien. Die Bevölkerungsdichte betrug 62 Einwohner pro Quadratkilometer. Ethnisch betrachtet setzte sich die Bevölkerung zusammen aus 93,01 Prozent Weißen, 4,44 Prozent Afroamerikanern, 0,28 Prozent amerikanischen Ureinwohnern, 0,72 Prozent Asiaten, 0,02 Prozent Bewohnern aus dem pazifischen Inselraum und 0,34 Prozent aus anderen ethnischen Gruppen; 1,19 Prozent stammten von zwei oder mehr Ethnien ab. 0,97 Prozent der Bevölkerung waren spanischer oder lateinamerikanischer Abstammung.
Von den 27.152 Haushalten hatten 31,5 Prozent Kinder und Jugendliche unter 18 Jahre, die bei ihnen lebten. 53,1 Prozent waren verheiratete, zusammenlebende Paare, 10,7 Prozent waren allein erziehende Mütter, 32,9 Prozent waren keine Familien, 25,2 Prozent waren Singlehaushalte und in 7,6 Prozent lebten Menschen im Alter von 65 Jahren oder darüber. Die Durchschnittshaushaltsgröße betrug 2,42 und die durchschnittliche Familiengröße lag bei 2,90 Personen.
Auf das gesamte County bezogen setzte sich die Bevölkerung zusammen aus 21,9 Prozent Einwohnern unter 18 Jahren, 18,8 Prozent zwischen 18 und 24 Jahren, 29,4 Prozent zwischen 25 und 44 Jahren, 20,1 Prozent zwischen 45 und 64 Jahren und 9,8 Prozent waren 65 Jahre alt oder darüber. Das Durchschnittsalter betrug 31 Jahre. Auf 100 weibliche Personen kamen 93,3 männliche Personen. Auf 100 Frauen im Alter von 18 Jahren alt oder darüber kamen statistisch 90,2 Männer.
Das jährliche Durchschnittseinkommen eines Haushalts betrug 32.861 USD, das Durchschnittseinkommen der Familien betrug 41.383 USD. Männer hatten ein Durchschnittseinkommen von 31.974 USD, Frauen 22.487 USD. Das Prokopfeinkommen betrug 16.790 USD. 12,0 Prozent der Familien und 16,8 Prozent der Bevölkerung lebten unterhalb der Armutsgrenze. Davon waren 17,8 Prozent Kinder oder Jugendliche unter 18 Jahre und 17,1 Prozent waren Menschen über 65 Jahre.

## Orte im County
- Arlington
- Baldwin
- Berea
- Bighill
- Bobtown
- Boonesboro
- Brassfield
- Buggytown
- Bybee
- Caleast
- College Hill
- Cottonburg
- Crow Valley
- Cuzick
- Doylesville
- Dreyfus
- Duluth
- Duncanon
- Edenton
- Elliston
- Farristown
- Happy Landing
- Hillcrest
- Kingston
- Kirksville
- Middletown
- Million
- Moberly
- Newby
- Panola
- Peytontown
- Redhouse
- Reeds Crossing
- Richmond
- Round Hill
- Ruthton
- Silver Creek
- Slate Lick
- Speedwell
- Stringtown
- Terrill
- Union City
- Valley View
- Waco
- Wallaceton
- Whites